# Ang Duong
Preah Bat Ang Duong (Ang Duang; Khmer: ព្រះបាទ អង្គ ឌួង; * 1796 in Oudong; † 19. Mai 1860) war von 1848 bis zu seinem Tod König von Kambodscha und folgte seiner Nichte, Königin Ang Mei (reg. 1835–1847), auf den Thron. Ang Duong wird als großer kambodschanischer König verehrt, der das Land sowohl vor völliger Eroberung bewahrte als auch aus tiefer Armut zu einem relativen Wohlstand führte.
Ang Duong war der Sohn von König Narayana III. (auch Ang Eng, reg. 1779–1796) und dessen thailändischer Nebenfrau Rot („Königin Vara“), die der König 1793 während eines Aufenthalts in Bangkok als Konkubine nahm und die etwa 1869 starb.

## Literarisches Wirken
König Ang Duong war Dichter und ein großer Autor klassischer kambodschanischer Werke. Lange nach seinem Tod wurden seine Texte in Schulbüchern verwendet, um die kambodschanische Sprache zu lehren. Besonders seine Novellen Kakey und Kangrey sind in der kambodschanischen Gesellschaft weit verbreitet.
Kakey ist eine Geschichte um eine untreue Ehefrau, während Kangrey das genaue Gegenteil verkörpert. Sie opfert sich im wahrsten Sinn des Wortes für ihren Gatten auf. Dies fand Eingang in das Vokabular der kambodschanischen Alltagssprache, in der kakey für eine untreue Gattin und kangrey für die allzeit treue Gefährtin stehen.

## Geschichtlicher Hintergrund
Ang Duong war jüngster Bruder des Königs Ang Chang (reg. 1797–1835). 1811 floh Ang Duong mit zweien seiner Brüder nach Bangkok, wo Ang Im und Ang Snguon die militärischen Mittel erhielten, um sich in Kambodscha zum König proklamieren zu lassen. Sie wurden 1813 durch die Vietnamesen vertrieben, die Ang Chang bis zu seinem Tod 1835 weiter stützten. Die Thais platzierten Duong 1835 als Gouverneur der Provinz Siem Reap, die seit 1794 von den Thais beherrscht worden war. Anscheinend wurde Ang Duong drei Jahre später von den Vietnamesen bestochen, die ihm den Thron Kambodschas versprachen. Die Siamesen brachten ihn daraufhin nach Bangkok und ließen ihn Gefolgschaft auf König Rama III. (reg. 1824–1851) schwören, der schon vorher bewiesen hatte, dass er untreue Gefolgsleute hinrichten lassen konnte.
1841 konnte Ang Duong mit einer mächtigen siamesischen Armee nach Kambodscha zurückkehren, wo seit 1835 nominell seine Nichte Ang Mei herrschte. Sein Ziel war es, die Vietnamesen aus Kambodscha zu vertreiben und den siamesischen politischen Einfluss auf Kambodscha wiederherzustellen. Während sich die Siamesen und die Vietnamesen bekämpften, versuchte Ang Duong Anhänger aus der alten kambodschanischen Oberschicht um sich zu sammeln, um die alte Herrschaft der Khmer wiederherzustellen. Der Krieg entwickelte sich zu einem Patt zwischen Siam und Vietnam, und die Hegemonialmächte einigten sich schließlich 1845 auf eine Ko-Oberhoheit in Kambodscha. 1847 zogen sich die Vietnamesen darum aus Kambodscha zurück, und Ang Duong wurde auf dem Thron in Udong installiert. Gegen Ende seiner Regierungszeit konnte Ang Duong einen Aufstand der Cham erfolgreich niederschlagen.
Während der Regierungszeit Ang Duongs war das Land stets in der Gefahr, von seinen Nachbarn Siam und Vietnam (Annam) geschluckt zu werden. Deshalb wandte sich der König an Frankreich unter Kaiser Napoleon III. um Protektion, der nur zu gerne bereit war, diese zu gewähren, konnte Frankreich doch so ohne großen Aufwand Kambodscha in seine indochinesischen Besitzungen einverleiben, was die siamesischen Beobachter bei Hofe jedoch zunächst verhindern konnten. Ang Duong starb noch vor der Schaffung eines solchen Schutzgebiets "Protektorat Kambodscha". Seinem Nachfolger Norodom I., der vor demselben Dilemma stand wie Ang Duong, gelang der Schutzvertrag mit Frankreich, und das Protektorat sollte etwa 90 Jahre bestehen.

## Familie
König Ang Duong war Vater der Könige Norodom I. (1834–1904) und Sisowath (1840–1927). Auch ist er der Urgroßvater von König Sihanouk.
Gemäß der geltenden kambodschanischen Verfassung sind nur Abkömmlinge Ang Duongs für den Thron des Landes zugelassen.